# Robert Woodhouse (Schwimmer)
Robert „Rob“ Woodhouse (* 23. Juni 1966 im Bundesstaat New South Wales) ist ein ehemaliger australischer Schwimmer. Er gewann eine olympische Bronzemedaille und drei Silbermedaillen bei Commonwealth Games.

## Sportliche Karriere
Woodhouse war bereits bei den Commonwealth Games 1982 in Brisbane dabei und belegte den siebten Platz im 200-Meter-Lagenschwimmen und den achten Platz im 400-Meter-Lageschwimmen. Zwei Jahre später trat der 1,90 m große Woodhouse auch bei den Olympischen Spielen 1984 auf beiden Lagenstrecken an. Er erreichte das Finale über 400 Meter Lagen mit der siebtschnellsten Vorlaufzeit. Im Finale gewann der Kanadier Alexander Baumann vor dem Brasilianer Ricardo Prado. Zwei Sekunden hinter Prado schlug Woodhouse als Dritter an und hatte dabei fast eine Sekunde Vorsprung auf Jesse Vassallo als besten Schwimmer aus den Vereinigten Staaten. Fünf Tage später war Woodhouse Neunter der Vorläufe über 200 Meter Lagen und gewann dann das B-Finale deutlich.
1985 wurden in Tokio die ersten Pan Pacific Swimming Championships ausgetragen. Woodhouse erreichte über 200 Meter Lagen den zweiten Platz hinter Pablo Morales aus den Vereinigten Staaten. Über 400 Meter Lagen belegte er den vierten Platz. Woodhouse war auch Mitglied der australischen 4-mal-200-Meter-Freistilstaffel, die den dritten Platz belegte. Im gleichen Jahr erschwamm Woodhouse die Silbermedaille über 400 Meter Lagen bei der Universiade in Kōbe. Im Juli 1986 bei den Commonwealth Games 1986 in Edinburgh gewann er sowohl über 200 Meter Lagen als auch über 400 Meter Lagen die Silbermedaille hinter Alexander Baumann. Einen Monat später erreichte Woodhouse bei den Schwimmweltmeisterschaften 1986 weder über 200 noch über 400 Meter Lagen das A-Finale. 1987 war Brisbane Austragungsort der Pan Pacific Swimming Championships. Woodhouse gewann über 400 Meter Lagen die Silbermedaille hinter David Wharton aus den Vereinigten Staaten und vor Alexander Baumann. Bei der Universiade in Zagreb siegte Woodhouse über 400 Meter Lagen und belegte über 200 Meter Lagen den zweiten Platz. 1988 bei den Olympischen Spielen in Seoul belegte Woodhouse als Sechster des B-Finales den 14. Platz über 400 Meter Lagen. Über 200 Meter Lagen verfehlte er als 17. der Vorläufe sogar das B-Finale. Seine letzte internationale Medaille gewann Woodhouse bei den Commonwealth Games 1990 in Auckland. Über 400 Meter Lagen erhielt er die Silbermedaille hinter seinem Landsmann Robert Bruce, über 200 Meter Lagen schwamm er auf den vierten Platz.
Woodhouse besuchte die Swinburne University of Technology bis zur Graduierung und die Victoria University im Masters-Studiengang. Der Olympiateilnehmer von 1980 und 1984 Ron McKeon heiratete die Schwester von Robert Woodhouse. Robert Woodhouse ist der Onkel der Olympiateilnehmer David McKeon und Emma McKeon.